# Rudolf Oldenburg

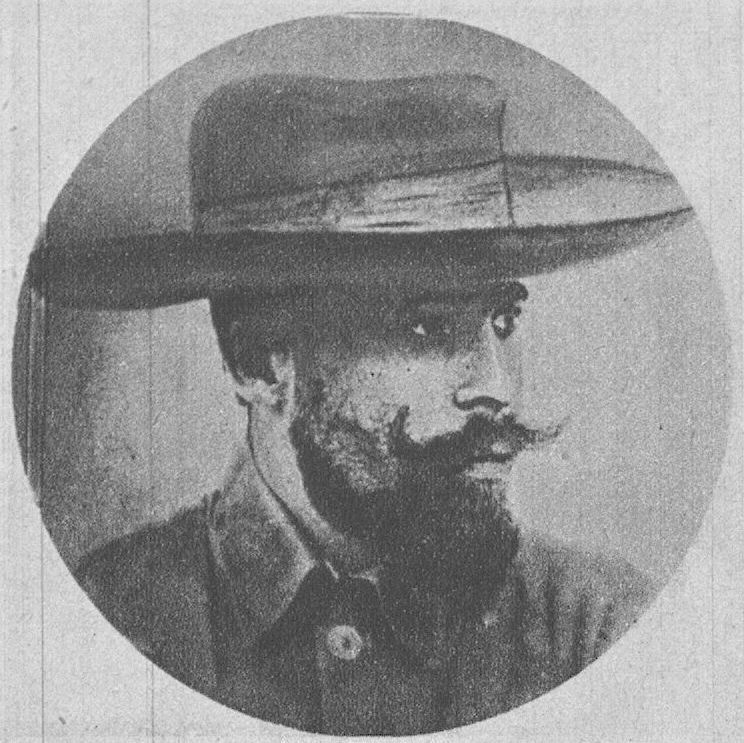
Rudolf Oldenburg, um 1924

Rudolf Theodor Paul Oldenburg (* 24. Februar 1879 in Wien; † 23. Jänner 1932 ebenda) war ein österreichischer Handelsreisender, Afrikaforscher und Fotograf. 

## Leben
Oldenburg war der Sohn eines aus Neustadt in Holstein stammenden Malers und einer Wienerin. Gemeinsam mit seiner Frau Helene Oldenburg (geborene Aichinger) erstellte er eine große Sammlung von ethnografischen Fotos und Objekten aus Westafrika, vor allem aus Kamerun und Guinea.